# 위성정당

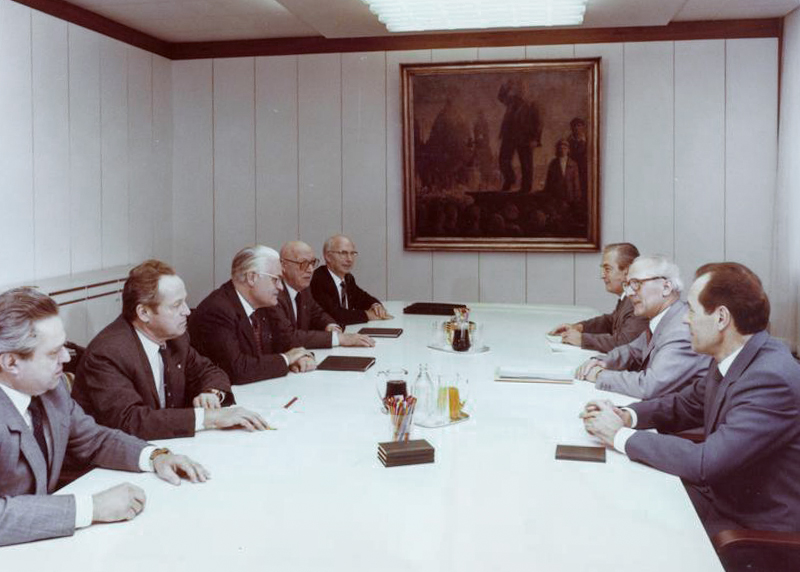
1982년에 동독에서 열린 위성정당 지도자들과 에리히 호네커 국가평의회 주석 겸 독일 사회주의통일당 중앙위원회 서기장 간의 회담

위성정당(衛星政黨, 영어: satellite party) 또는 구색정당(具色政黨, 영어: bloc party)은 일당제 국가에서 정권을 잡은 수권 정당(여당) 외에 다당제의 구색을 맞추기 위해 존재하는 명목상의 정당이다. 위성정당은 체제를 지지하고 일정한 한도 내에서 이익을 추구하나 정권 교체는 원칙적으로 불가능하며 정권 교체를 바라지도 않는다. 또한 지방조직이 없으며 당원 숫자도 극히 적다.

## 위성정당의 예

### 조선민주주의인민공화국
- 조선사회민주당
- 천도교청우당

### 중화인민공화국
중화인민공화국에서는 중국 공산당의 위성정당을 민주당파 정당이라고 표현한다.
- 중국 국민당 혁명위원회
- 중국 민주 동맹
- 중국 민주 건국회
- 중국 민주 촉진회
- 중국 농공 민주당
- 중국 치공당
- 구삼 학사
- 대만 민주자치동맹

### 시리아
- 시리아 공산당 (칼리드 바크다시파)
- 시리아 공산당 (유수프 파이살파)

## 과거의 사례

### 동독
- 독일 기독교민주연합 (서독의 기독교민주당과는 다름)
- 독일 자유민주당 (서독의 자유민주당과는 다름)
- 독일 국가민주당
- 독일 민주농민당

### 체코슬로바키아
1946년 선거에서 체코슬로바키아 공산당이 지배하는 국민전선 정당만이 참여했다. 그러나, 선거는 경쟁적이었고, 공산주의자와 사회민주당은 체코 땅에서 우세했고, 반공산주의 민주당은 슬로바키아에서 편안한 다수를 차지했다. 그러나 1948년에 공산주의자들은 권력을 장악했고 비마르크스주의 정당은 공산주의자들에게 종속되었다. 벨벳 혁명 동안, 당들은 변화를 압박하는 데 더 독단적이 되었고, 민주적 정치를 위해 변모했다. 기독교 민주주의 체코슬로바키아 인민당은 체코 의회 정치의 선수로 남아있다.

### 폴란드 인민공화국
- 통합인민당
- 민주당

### 중화민국
(민주화 이전의 「당금(黨禁)」시대)
- 중국 민주사회당(사회민주주의 정당이 아니라, 국가사회당과 민주헌정당의 합병으로 생김)
- 중국청년당

### 베트남
- 베트남 민주당
- 베트남 사회당

## 대한민국에서의 위성정당
2019년 심재철 당시 자유한국당(현재의 국민의힘의 전신) 원내대표가 《공직선거법》 개정을 통해 2020년 4월 15일에 실시된 대한민국 제21대 국회의원 선거에서 연동형 비례대표제가 도입될 경우에 당시 제1야당이었던 자유한국당이 가칭 '비례한국당'을 만들겠다고 주장한 바가 있다. 그러나 이미 '비례한국당'(나중에 자유통일당으로 이름을 바꿈)이라는 다른 창당준비위원회가 등록되어 있었기 때문에 자유한국당은 가칭 '비례자유한국당'이라는 이름으로 2020년 1월 6일 창당준비위원회를 등록하였다. 하지만 중앙선거관리위원회가 "특정 정당의 이름에 '비례'라는 이름을 사용하면 유권자들이 기존에 등록된 정당과 혼동할 수 있기 때문에 사용할 수 없다."는 유권해석을 내려 미래한국당으로 변경되었다. 이후 2020년 2월 5일에 정식 창당되어 제6공화국 최초의 위성정당이 탄생하였다.
이에 뒤질세라 문재인 정부의 집권 여당이었던 더불어민주당도 시민 사회가 주도한 원외정당인 '시민을위하여'를 합병하는 방식으로 제21대 국회의원 선거를 한 달여 앞둔 2020년 3월 18일에 더불어시민당이라는 비례대표용 위성정당을 만들었다. 이와는 별도로 집권 세력이었던 문재인 정부 청와대 인사들이 더불어민주당에서 탈당한 손혜원 의원·정봉주 전 의원과 함께 열린민주당을 창당하여 더불어시민당에 이어 또 하나의 위성정당이 아니냐는 논란을 촉발시켰다. 이처럼 집권 여당과 제1야당이 위성정당을 창당하는 대한민국 헌정 사상 초유의 사태가 벌어지면서 거대 정당들이 소수 정당의 국회 진출, 다당제 확립이라는 《공직선거법》 개정 취지를 훼손시키고 정당 민주주의를 후퇴시켰다는 비판이 제기되었다. 더불어시민당은 2020년 5월 13일을 기해 더불어민주당과 합당했고 미래한국당은 2020년 5월 29일을 기해 미래통합당과 합당했다.
2024년 4월 10일에 실시된 대한민국 제22대 국회의원 선거를 앞둔 상황에서 여야가 연동형 비례대표제를 존치시키는 조건으로 《공직선거법》 개정에 합의했다. 당시 윤석열 정부의 집권 여당이었던 국민의힘에서는 국민의미래라는 위성정당을 창당했다. 또한 제1야당이었던 더불어민주당도 진보당, 새진보연합과 함께 더불어민주연합이라는 위성정당을 창당했다.
이들 정당이 만들어지기 이전에도 대한민국에서는 위성정당이 존재했었는데 전두환 정부 시기에는 민주한국당, 한국민주당이 민주정의당의 위성정당 노릇을 한 적이 있으며 박정희 정부 시기에는 유신정우회가 사실상 민주공화당의 위성정당의 행보를 보이고 있었다.

### 제4공화국 (1972~1981)
- 유신정우회 (1973~1979) - 민주공화당의 위성정당이다.

### 제5공화국 (1981~1988)
- 민주한국당 (1981~1988) - 민주정의당의 제1위성정당이다.
- 한국국민당 (1981~1988) - 민주정의당의 제2위성정당이다.

### 제6공화국 (1988~현재)
- 더불어시민당 (2020) - 더불어민주당의 위성정당이다.
- 미래한국당 (2020) - 미래통합당(현재의 국민의힘)의 위성정당이다.
- 더불어민주연합 (2024) - 더불어민주당의 위성정당이다.
- 국민의미래 (2024) - 국민의힘의 위성정당이다.